# پسی² خرچنگ
پسی² خرچنگ یک ستاره است که در صورت فلکی خرچنگ قرار دارد.